# El temucano (1971 II)
El temucano è il secondo album in studio del cantautore cileno Tito Fernández, pubblicato nel 1971.

## Tracce
1. Polka (Tito Fernández)
2. La señora Mercedes (Tito Fernández)
3. Cero a cero (Tito Fernández)
4. La madre del cordero (Tito Fernández)
5. La casa nueva (Tito Fernández)
6. El caminero Mendoza (Tito Fernández)
7. Para aquel niño que fui (Alberto Zapicán)
8. Dicen que soy borracho (Tito Fernández)
9. Canción de Navidad (Tito Fernández)

## Crediti
- Tito Fernández